# Болеслав Добжинский
Болеслав Добжинский (пол. Bolesław dobrzyński; между 1303 и 1306 —  между 1 октября 1327 и 12 марта 1329, вероятно 1328) — один из польских князей периода феодальной раздробленности. Князь добжинский в 1312—1327/1328 годах и ленчицкий в 1327/1328—1327/1329 годах.

## Биография
Болеслав был вторым (или третьим) сыном князя Земовита Добжинского (ок. 1265—1312) и Анастасии Львовны Галицкой (ум. 1335), дочери Льва Даниловича, князя Галицкого. Представитель куяявской линии династии Пястов.
В 1312 году после смерти отца Болеслав вместе с братьями Лешеком и Владиславом унаследовал Добжинское княжество. До 1316 году братья находились под опекой матери Анастасии Галицкой и дяди Владислава Локетека.
В 1316 году князья Владислав и Болеслав Добжинские заключили соглашение с епископом плоцким Флорианом о выплате десятины, после чего с их семьи было снято отлучение от церкви, наложенное на них из-за действий их отца в 1310 году. После начала своего самостоятельного правления они были верными сторонниками своего дяди Владислава Локетека, которому они принесли ленную присягу.
Братья Владислав и Болеслав Добжинские пытались проводить политику, дружественную по отношению к католической церкви; 24 июня 1323 года они совместно со своей матерью основали в Рыпине госпиталь ордена Святого Гроба Господня. В последний раз Болеслав Добжинский совместно с братом подписывал документы 20 марта 1326 года.
На рубеже 1327—1328 годов из-за угрозы нападения со стороны тевтонских рыцарей-крестоносцев польский король Владислав Локетек предложил своим племянникам Владиславу и Болеславу обменять их родовое княжество на Ленчицкое княжество, а Добжинское княжество присоединил к своим владениям. Точно известно, что Болеслав принимал участие в этом обмене. Соглашение об обмене было официально оформлено 1 октября 1327 года,  12 марта 1329 года князь Владислав Горбатый подписал первый известный документ без участия своего младшего брата Болеслава. Неизвестно, делили ли братья между собой Ленчицкое княжество, но не известны документы, подписанные в одиночку Болеславом. Исходя из вышеизложенного, считается, что Болеслав умер между 1 октября 1327 года и 12 марта 1329 года.  Вероятно, его смерть наступила в 1328 году, вскоре после смены княжества, поскольку лишь немногие свидетели упоминали, что он принимал в нем своё участие. Источники не содержат информации о том, был ли он женат или имел потомство, а также о месте его захоронения.